# فن مینوتلی
جولیوس رودولف اوتومار فریهر فُن مینوتُلی (زاده ۳۰ اوت ۱۸۰۴م. در برلین - درگذشته ۵ نوامبر ۱۸۶۰م. در کاروانسرای خانه زنیان، در نزدیکی شیراز، ایران) رئیس پلیس، دیپلمات، دانشمند و نویسنده پروس و همچنین یک طراح با استعداد بود.

## زندگی
او دومین پسر افسر نظامی و مصرشناس، هاینریش منو فن مینوتلی بود که در آن زمان از معلمان سپاه کادت برلین بود. پدرش در سال ۱۸۱۰م. به عنوان مربی شاهزاده کارل منصوب شد و در سال ۱۸۲۰م. عنوانِ بارون فون مینوتلی را دریافت کرد. مادرش ولفاردین فون شولنبرگ نیز مصرشناس بود. از آنجایی که خانوادهٔ آن‌ها از سال ۱۸۱۰م. در کاخ سلطنتی اونتر دن لیندن زندگی می‌کردند، جولیوس فون مینوتولی در کودکی با کارل و ولیعهد، بعداً فردریش ویلهلم چهارم، ارتباط مستقیم داشت.
جولیوس در برلین و هایدلبرگ در رشتهٔ حقوق و کَمِرالیزم تحصیل کرد و در سال ۱۸۲۸م. یا ۱۸۳۰م. وارد خدمات اجتماعی پروس شد، او ابتدا به عنوان کارشناس ارزیابی دادگاه عالی در کوبلنتس فعالیت کرد و در آنجا کتاب خود را با عنوان "Über das römische Recht auf dem linken Rheinufer" (دربارهٔ حقوق رومی در ساحل شرقی راین؛ برلین، ۱۸۳۱) منتشر کرد. او در سال ۱۸۳۲م. با سمت مشاور دولتی به پوسن منتقل شد، و در سال ۱۸۳۹م. در پوسن به سمت رئیس پلیس و شهردار منصوب شد. در پست‌هایی که انجام وظیفه کرد به دلیل افشای چندین تلاش لهستانی برای قیام، در دربار پروس شهرت یافت؛ او همچنین در میان رعایای لهستانی و آلمانی پوسن به دلیل گذشت و درایت در فعالیت‌های اجتماعی و فرهنگی مشهور شد. وی در سال ۱۸۴۲م. نائل به کسب درجه دکترای حقوق شد و گهگاه وظایفی در وزارت کشور پروس به او سپرده شد، گرچه او بازهم به منطقه پوزنان بازگردانده شد. در نتیجهٔ یک سفر رسمی در اروپا و شمال آفریقا، او در سال ۱۸۴۳م. اثری به نام "Die neuen Straf- und Besserungssysteme" در مورد سیستم‌های تنبیهی و توانبخشی جدیدی که در الجزایر، اسپانیا، پرتغال، انگلیس، فرانسه و هلند دیده بود منتشر کرد.
او در سال ۱۸۴۷م. توسط فردریش ویلهلم چهارم به عنوان رئیس پلیس برلین منصوب شد و در سال ۱۸۴۸م. به عضو درجه یک شورای حکومتی ارتقا یافت. در جریان وقایع مارس ۱۸۴۸م. او در ابتدا موفق شد، نفوذی در جهت تعدیل شورشیان برقرار کند، اما در نهایت نتوانست از بروز خشونت جلوگیری کند. او با مواضع معتدل خود، قدرت‌های مرتجع را که آن زمان در حال ظهور بودند، ناراضی کرد، و در نهایت در ۲۷ ژوئن ۱۸۴۸م. از سمت خود به عنوان رئیس پلیس استعفا داد و از خدمات دولتی رها شد.
مینوتولی در سال ۱۸۳۴م. با فرین ماتیلد فون روتنهان (۱۸۱۲–۱۸۷۸) ازدواج کرد و صاحب چهار فرزند شد. پس از استعفا، او و خانواده‌اش به فرانکن، و احتمالاً خانه همسرش در رنتواینسدورف نقل مکان کردند، و گه‌گاهی نیز در بامبرگ زندگی کردند. در این مدت، او تاریخ هوهنزولرن و براندنبورگ را مطالعه کرد و همچنین موفق به انتشار خاطرات خود که در پروس ممنوع شد.
مدتی پس از استعفای خود بدون سمت بود، تا اینکه سال ۱۸۵۱م. وارد خدمات دیپلماتیک شد و سرکنسول پروس در اسپانیا و پرتغال شد. و در نوشته‌های او شواهدی از انجام چندین سفر تجاری به بارسلونا، اسپانیا، پرتغال و جزایر قناری به چشم می‌خورد. او در سال ۱۸۵۹م. به برلین بازگشت و سال بعد مجدداً به عنوان وزیر - مقیم و سرکنسول پروس به ایران اعزام شد. او در ۵ نوامبر ۱۸۶۰م. در جریان یک سفر کاری به خلیج فارس در کاروانسرایی در نزدیکی شیراز و در شهر خانه زنیان، احتمالاً بر اثر وبا درگذشت، پیکر او در قبرستان مسیحیان ارمنی شیراز به خاک سپرده شد.

## فعالیت‌های فرهنگی

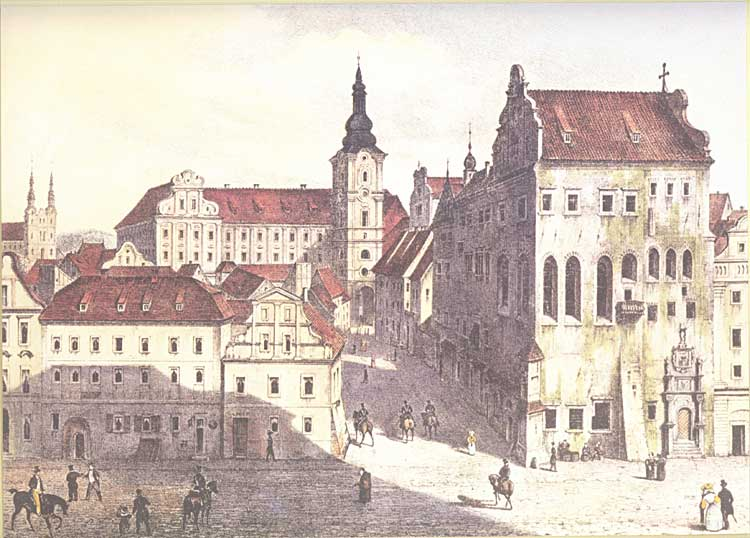
سنگ نگاره رنگی جولیوس از پوزنان. در ساختمان بزرگ سمت راست - کاخ خانواده گورکا، در وسط برج، کالج سابق یسوعیان (در این زمان کاخ آنتونی هنریک رادزویل)، و در سمت چپ در پس زمینه، کلیسای اقلیت‌های تصویر شده

جولیوس در زمان اقامت خود در پوزن، همچون سفرهای که داشت، طرح‌های متعددی از افراد، ساختمان‌ها و رویدادها کشید، و برخی از آن‌ها را فروخت و برخی را به فردریش ویلهلم چهارم هدیه داد. طراحی او با کشیدن این طرح‌ها شهره شد و تا به امروز او به عنوان یک طراح نیز شناخته می‌شود.
در مدت اقامت خود در فرانکن، با محافل برجسته بامبرگ در زمینه علم و فرهنگ، و به ویژه تاریخ و علوم طبیعی ارتباط نزدیکی برقرار کرد، او همچنین کابینه تاریخ طبیعی (موزه طبیعی کنونی) فرانکن را تأسیس کرد و نمایشگاه‌های متعددی را در موزه‌های دیگر برگزار کرد. وی مکاتبات گسترده‌ای از جمله با «مدل‌ساز دربار پروس» در بامبرگ به نام کارل شروپ، گردآورنده امیل فریهر مارشالک فون اوستیم و آرشیودار پل اوسترایچر داشت.
کارل بوله، گیاه‌شناس برجسته، در ماه مه ۱۸۶۰م. نوعی گیاه اسطوخودوس که در جزایر قناری رشد می‌کند را به افتخار جولیوس به نام «اسطخودوس مینوتلی» نامگذاری کرد.

## آثار
- Über das römische Recht auf dem linken Rheinufer (برلین 1831)
- Mitarbeit am "Berliner Kalender für das Gemein-Jahr 1839"، mehrere Kupfer und Erläuterungen der Kupfer، برلین 1839.
- "Statistik des Kreises Posen"، 1840.
- Die neuen Straf- und Besserungssysteme. Erinnerungen von einer Reise durch bemerkenswerte Gefängnisse در الجزایر، اسپانیا، پرتغال، انگلستان، فرانکرایش و هلند (برلین 1843)
- مارک براندنبورگ، برلین و کلن در جهر 1451 (برلین 1850، 3. Aufl. 1853)
- Die weiße Frau (برلین 1850)
- Friedrich I. Kurfürst von Brandenburg und Memorabilia aus den Quellen des Plassenburger Archivs (برلین 1850)
- Das kaiserliche Buch des Markgrafen Achilles - Kurfürstliche Periode von 1470-1486 (برلین 1850)
- «Erinnerungen aus meinem Leben, III. Teil, Vergebliche Versuche zur verheißenen Wiederanstellung، بامبرگ 1850.
- Die Kanarischen Inseln, ihre Vergangenheit und Zukunft (برلین 1854)
- Spanien und seine fortschreitende Entwickelung (برلین 1852)
- Altes und Neues aus Spanien (برلین 1854، 2 Bde.)
- پرتغال و سن کولون 1854 (اشتوتگارت 1855)

## کتابشناسی - فهرست کتب
- Dorothea Minkels (2003-10-31). 1848 gezeichnet. BoD – Books on Demand. ISBN 978-3-8334-0096-4.
- Dorothea Minkels (2004-12-31). In der Keimzeit der Demokratie Berliner Polizeipräsident. ISBN 978-3-8334-1568-5.

## نمایشگاه‌ها
- "In der Keimzeit der Demokratie Berliner Polizeipräsident - Julius von Minutoli zum 200. Geburtstag." Zentrum für Berlin-Studien, Breite Straße 36 Berlin. (30. اوت 2004 bis 29. ژانویه 2005)
- "Julius von Minutoli (1804-1860) rysownik - policjant - dyplomata". Biblioteka Raczynskich - Muzeum Literackie H. Sienkiewicza, Poznan (Posen/Polen), Stary Rynek 84. (1. bis 31. März 2005)
- "Zwischenstation in Bamberg: Julius von Minutoli (1804-1860) zwischen Berlin und Persien". Ausstellung im Stadtarchiv Bamberg، 16. نوامبر 2005 - 27. ژانویه 2006;

"Julius von Minutoli - In der Keimzeit der Demokratie Berliner Polizeipräsident" Berliner Polizeipräsidium (20. جولی بیس 10. اوت ۲۰۰۶)